# Horodyskia
Horodyskia là những sinh vật có hóa thạch được tìm thấy trên lớp đá cách nay 1.500 triệu năm trước tới 900 triệu năm trước. Hình dạng của nó được mô tả là một "chuỗi các hạt" được liên kết bởi một sợi mạch. It may also have had a series of holdfasts along the bottom of the thread.
So sánh các hóa thạch trong cùng một khu vực cho thấy nó tái sắp xếp chính mình cho có kích thước nhỏ hơn nhưng có khối lượng lớn hơn.
Nó có thể là một metazoan sớm, hay một foraminifera.

## Phân bố
Các loài Horodyskia đã được tìm thấy ở Tây Úc, Nam Trung Quốc,  và ở các vùng của Bắc Mỹ, Chúng được tìm thấy trong đá siliciclastic như sa thạch, thường là phôi hoặc khuôn.